# Добросмыслов, Дмитрий Константинович
Дмитрий Константинович Добросмыслов,  (1901, Спасский уезд, Казанская губерния — 10 апреля 1944, Симферополь) — театральный актёр, участник подпольной группы «Сокол». Заслуженный артист РСФСР (1939?).

## Биография
Родился в селе Крутоямки Спасского района Казанской губернии в 1901 году в семье учителей Добросмыслова Константина и Монастыревой Анны Петровны. В 1907 году отец умер от воспаления легких. Мать осталась с 5 сыновьями. Дмитрий оканчивал Спасскую школу второй ступени в 1918 году, играл в школьном драмкружке.
После окончания школы вступил в ряды РККА, служил в Средней Азии. После службы в армии поступает в Казанский ветеринарный институт, где занимается в драмкружке. В 1922—1924 годах обучался в театральной студии при Казанском драматическом театре. В 1924 году поступает на службу в театр (ныне это Казанский большой драматический театр имени В. И. Качалова). Д. К. Добросмыслов служил в театрах Казани, Брянска, Вологды, Ленинграда, Пятигорска. В 1935—1936 годах играл в Омском театре драмы. В 1937—1938 годах играл в Ставропольском краевом театре драмы. В 1938 году поступает на службу в Крымский драматический театр им. А. М. Горького в городе Симферополе. За роль Наполеона в пьесе В. А. Соловьева «Фельдмаршал Кутузов» Дмитрий Константинович получил звание заслуженный артист РСФСР.
С началом Великой Отечественной войны и оккупацией Крыма начался массовый угон молодежи в Германию. Художник театра Н. А. Барышев предложил властям создать театральную студию, куда приняли 50 человек. Летом 1942 года театр начал работать. Ставилась русская классика, музыкальные спектакли, оперетты. Затем в театре сложилась подпольная группа. Добросмыслов вместе с женой, актрисой Зоей Яковлевой, также стал членом подпольной группы сопротивления «Сокол», его деятельности помогало знание немецкого языка. К концу 1942 года подпольной группе театра во главе с Н. А. Барышевым и А. Ф. Перегонец удалось установить связь с партизанским движением. Они снабжали их медикаментами, теплыми вещами, собирали разведданные. В начале марта 1944 года в Симферополе начались повальные аресты. 13 марта руководство подполья через подпольщика В. Михайлова приказало группе Барышева уходить к партизанам. 19 марта 1944 гестаповцы арестовали членов группы. 10 апреля 1944 года, за три дня до освобождения Симферополя, всех схваченных подпольщиков расстреляли, в том числе Дмитрия и Зою.
Из воспоминаний очевидца: «На раскопках этой братской могилы присутствовали сотни людей. Раскапывали пленные немцы. Слой за слоем. Укладывали на поле. Кого опознавали — увозили хоронить. Опознали и всех работников театра. Добросмыслов был очень худой, изможденный, в нижней сорочке, Александра Федоровна — в желтой кофточке и коричневой юбке, обувь снята. Все были расстреляны в затылок, только одному Добросмыслову, который, видно, обернулся и крикнул что-то в лицо врагам, пуля вошла спереди и раздробила челюсть, а Барышев в последний момент смог выдернуть руки из проволоки и обнял Савватеева, так они вместе и лежали».
Похоронен с товарищами на Старорусском кладбище Симферополя. Братская могила членов подпольной группы «Сокол»  Объект культурного наследия народов РФ регионального значения. Рег. № 911710884050005 (ЕГРОКН).

## Театральные роли[1]
- Купец Восмибратов — «Лес», А. Н. Островский;
- Клещ — «На дне», М. Горький;
- Наполеон — «Фельдмаршал Кутузов», В. Соловьев
- Лизогуб — «Богдан Хмельницкий», А. Корнейчук.

## Семья
- Жена: актриса, подпольщица Зоя Титовна Яковлева (7 (по другим источникам 17) марта 1898, Чебоксары, Казанская губерния — 10 апреля 1944, Дубки, Крымская АССР)[4].

## Память
- В Симферополе есть улица имени Дмитрия Добросмыслова.
- Спектакль «Актёры» по пьесе А. А. Васильева и Л. Д. Эльстона (Камерный театр, Москва, 1949).
- В родном Крымском академическом театре им. М. Горького несколько десятилетий с успехом идёт спектакль по пьесе В. В. Орлова и Г. Натансона «Они были актёрами», посвященный театральным подпольщикам.
- На здании театра находится мемориальная доска, на которой сказано:

«Артистам и работникам театра, погибшим от рук немецко-фашистских оккупантов: Барышеву Н. А., Перегонец А. Ф., Добросмыслову Д. К., Яковлевой З. П., Чечеткину П. И., Озерову И. Н., Ефимовой П. Т., Савватееву О. А.»

- В 1981 году на киностудии «Мосфильм» режиссёром Георгием Натансоном снят фильм «Они были актёрами»[5][6][7]. Роль Дмитрий Добросмыслова исполнил актёр Аристарх Ливанов, ныне Народный артист РФ.